# 그녀 (소설)

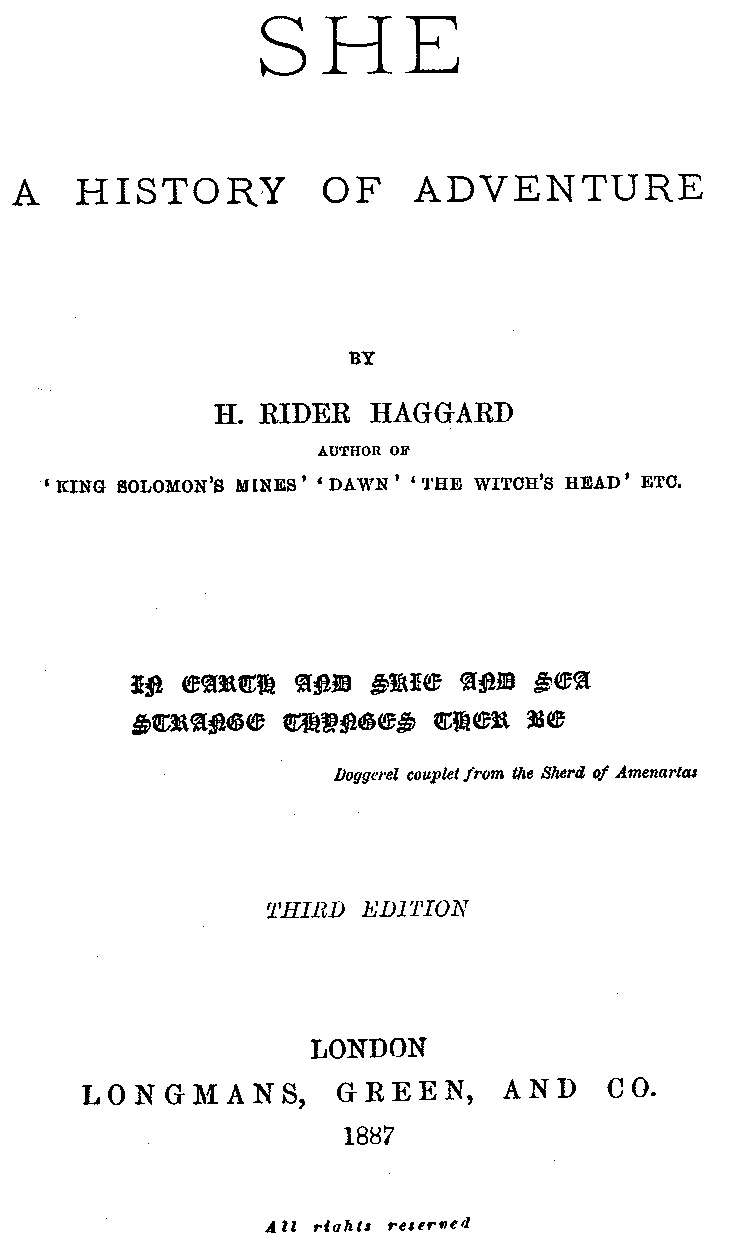

《그녀》(영어: She)는 헨리 라이더 해거드가 1886년부터 1887년까지 연재한 소설로서, 출판될 당시에 큰 화제를 모았다. 여러 번 출판되고, 영화로도 각색되었으며, 국내에서는 황금가지에서 번역 출판되었다.

## 줄거리
남아프리카를 배경으로 호레이스 할리와 그의 피후견인 레오 빈시가 백인 여왕과 생명의 불을 찾아 떠나는 경이로운 로맨스모험담이다.